# Casino Royale (Climax!)
Casino Royale è un episodio appartenente alla prima stagione della serie antologica statunitense Climax!. Diretto da William H. Brown Jr., è stato trasmesso in prima visione negli Stati Uniti d'America da CBS il 21 ottobre 1954. Rappresenta il primo adattamento assoluto del personaggio di James Bond creato da Ian Fleming.

## Trama
James "Jimmy" Bond, nome in codice 007, agente della CIA, viene preso di mira da un assassino: riesce a schivare i proiettili ed entra nel Casino Royale. Lì incontra il suo contatto britannico, Clarence Leiter; mentre Bond spiega le regole del baccarà, Leiter gli illustra la sua missione: sconfiggere Le Chiffre al gioco d'azzardo e costringere i sovietici a "ritirarlo".
Bond incontra quindi un'ex amante, Valerie Mathis, l'attuale fidanzata di Le Chiffre; incontra anche Le Chiffre stesso, che Bond batte al baccarà. Quando ritorna nella sua camera d'albergo, tuttavia, Bond si confronta con Le Chiffre e le sue guardie del corpo, insieme a Mathis, che Le Chiffre ha scoperto essere un agente del Deuxième Bureau.
Le Chiffre tortura Bond per scoprire dove questi ha nascosto l'assegno per le sue vincite, ma Bond non rivela dove si trova. Dopo uno scontro con le sue guardie del corpo, Bond spara e ferisce Le Chiffre, salvando Valerie. Esausto, Bond si siede su una sedia di fronte a Le Chiffre per parlare. Mathis si mette in mezzo e Le Chiffre la afferra da dietro, minacciandola con una lama di rasoio: mentre Le Chiffre si muove verso la porta con Mathis come scudo, lei lotta, liberandosi, e Bond riesce a sparare a Le Chiffre.

## Produzione
Questo episodio, inizialmente concepito come il pilota di una eventuale serie TV dedicata all'agente segreto (poi mai realizzata), dopo il successo della saga cinematografica di 007 è stato riedito come film a sé stante, e distribuito in questo formato anche in home video.
Casino Royale si prende alcune libertà rispetto al romanzo omonimo da cui è tratto: l'inglese James Bond, agente dell'MI6, è stato qui trasformato nell'americano "Jimmy" Bond, agente della CIA, mentre di conseguenza Felix Leiter, contatto di Bond all'intelligence statunitense, qui diventa Clarence Leiter, agente dei servizi britannici; è inoltre presente l'inedito personaggio di Valerie Mathis, un incrocio tra Vesper Lynd e René Mathis. L'episodio è introdotto da una presentazione a opera di William Lundigan.